# Jackpot
Um jackpot é um prémio acumulado em máquinas de cassinos ou em sorteios de loterias (como o Euromilhões, a Mega-Sena ou o Totoloto), onde o valor do prémio aumenta sucessivamente com cada jogo efectuado e não contemplado com o prémio máximo.
O jackpot, no poker, é um prémio acumulado formado pela arrecadação direta dos participantes de cada mesa de jogo ou por parte da comissão cobrada pela administração do jogo (rake),  e oferecido àquele que ganha ou perde com uma grande mão (uma combinação de cartas que dificilmente perderia o jogo).
O Jackpot é conhecido por ser o maior pote de prêmio para o qual você deve jogar na frente do cassino ou na frente de outros jogadores. Todos os jogos de cassino são chamados de jackpot: bingo, roleta, pôquer, máquina caça-níqueis, etc., que pode ter acumulado jackpots, no entanto, são as máquina caça-níqueis onde o jackpot é mais comum e atraente para o jogador.
É interessante que o que um dia começou como uma máquina grande demais onde os afortunados ganhavam prêmios como cervejas grátis no bar, por exemplo, hoje se tornou em um software atraente que dá a possibilidade de ganhar muito dinheiro no conforto da sua própria casa.